# Oumarou Ganda
Pour les articles homonymes, voir Oumarou et Ganda.
 (décembre 2023).
Si vous disposez d'ouvrages ou d'articles de référence ou si vous connaissez des sites web de qualité traitant du thème abordé ici, merci de compléter l'article en donnant les références utiles à sa vérifiabilité et en les liant à la section « Notes et références ».
Oumarou Ganda est un acteur et réalisateur nigérien, de l'ethnie Djerma, né en 1935 à Niamey et mort le 1er janvier 1981 dans la même ville.

## Biographie
Oumarou Ganda a effectué ses études primaires à Niamey au Niger avant de s'engager à 17 ans dans le Corps expéditionnaire français en Extrême-Orient comme tirailleur. Il est envoyé en Indochine où il passe deux ans. De retour au Niger, il ne trouve pas de travail. Il émigre a Abidjan en Côte d'Ivoire. Entre autres petits boulots, il exerce, comme Sembène Ousmane, le métier de docker au port d'Abidjan.
C'est là qu'il rencontre Jean Rouch. L'ethnologue qui s'intéresse à la communauté nigérienne de la Côte d'Ivoire envisage une enquête sur l'émigration. Il engage Ganda comme enquêteur statisticien. Puis, ils en viennent au cinéma. Il joue un petit rôle dans Zazouman de Treichville en 1957, puis le principal rôle dans Moi un noir.
À travers ces deux films qui sont réalisés par Jean Rouch, Ganda contracte le virus du cinéma. Quelques années plus tard, Jean Rouch lui suggère de rentrer au pays. Dès son retour à Niamey, Oumarou Ganda est engagé comme assistant technicien au Centre culturel franco-nigérien. Il y trouve dans le club « Culture et Cinéma », des techniciens qui dispensaient une formation aux jeunes voulant embrasser les métiers du cinéma : réalisation, caméra et son. Ganda avait pour compagnons Inoussa Ousséïni, Hamidou Moussa et bien d'autres. Plusieurs films éducatifs ont été ainsi réalisés. C'est dans ce cadre qu'est lancé un concours de scénario en 1968. Le jeune vétéran avait une histoire qui lui tenait à cœur, ainsi fut écrit le script de son premier film : 
Cabascabo (1968, 45 min, noir et blanc, film entièrement tourné en zarma) avec Zalika Souley, Oumarou Ganda, film autobiographique qui tente de reconstituer l'histoire du service de l'auteur dans le corps expéditionnaire français en Indochine. L'anecdote est celle d'une jeune soldat qui voit ses compagnons tomber sur les champs d'honneur pour une cause à laquelle ils se sentent complètement étrangers. De retour chez lui, il ne pourra accéder aux emplois réservés parce qu'il aura manqué de se mettre au garde-à-vous devant un sergent.
Arrivé à Paris  pour le montage de son premier film en plein Mai 1968, Oumarou Ganda réussit à faire une première dans la capitale française. Sélectionné durant le Festival de Cannes en 1969 par la Semaine internationale de la critique, il obtient deux mois plus tard le Prix spécial du jury au sixième Festival de Moscou, puis le Prix de la critique internationale et celui de la fédération espagnole des ciné-clubs à Festival de Malaga (Espagne) (1969), ainsi qu'une mention spéciale au Festival de Carthage.
Wazzou (1970, 50 min, 16 mm, couleur, film entièrement tourné en langue zarma), la deuxième fiction d'Oumarou traite de polygamie, mariage forcé et vengeance d'une coépouse qui se trompe de cible. Peinture des travers de la société nigérienne en particulier, mais de manière générale de la société africaine, ce film se montre particulièrement critique envers ceux qui détiennent un certain pouvoir. Il reçoit le Grand Prix du Fespaco en 1972.
Saïtane (1972, 64 min, couleur, film entièrement tourné en zarma) se situe sous l'angle de la critique sociale. Dans un petit village, un marabout sert d'entremetteur, plutôt de facilitateur, entre une femme adultère et un amant fortuné. Les interprètes : Oumarou Ganda, Moussa Alzouma, Damouré Zika, Amadou Saley, Zalika Souley, Insa Garba. Image : Jean-Pierre Leroux ; son : Moussa Hamidou. Montage : Danièle Tessier.
L'Exilé (1980, 90 min, 16 mm, couleur) se présente comme une anecdote sur la parole donnée. Le film s'inspire d'un conte africain. Le conte comme source d'inspiration, tant au plan de l'anecdote que de la narration cinématographique, reste un des aspects qu'Oumarou Ganda a introduit dans le cinéma africain. Il a par ailleurs fait découvrir sur le plan international le cinéma de l'Afrique noire. Oumarou Ganda a signé plusieurs films documentaires. Il décède un an après avoir réalisé l'Exilé.
À la veille de son décès, il travaillait sur le scénario d’un documentaire. Il souffrait depuis quelque temps d’un problème cardiaque.

## Filmographie

### Acteur
- 1957 : Zazouman de Treichville de Jean Rouch : petit rôle
- 1958 : Moi, un noir de Jean Rouch : Edward G. Robinson
- 1969 : Cabascabo (moyen métrage) de lui-même : Cabascabo
- 1971 : Le Wazzou polygame (Wazzou) (moyen métrage) de lui-même
- 1973 : Saïtane de lui-même : Zima
- 1976 : Babatou, les trois conseils de Jean Rouch
- 1980 : L'Exilé (long métrage) de lui-même : Ousseini

### Réalisateur
- 1969 : Cabascabo (moyen métrage)
- 1971 : Le Wazzou polygame (Wazzou) (moyen métrage)
- 1973 : Saïtane (long métrage)
- 1980 : L'Exilé (long métrage)